# ジェームズ・シモンズ
ジェームズ・ハリス・シモンズ（James Harris Simons、1938年 - 2024年5月10日）は、アメリカのヘッジファンドマネージャー、数学者である。日本語で名前はジム、姓はサイモンズと表記されることもある。
年収は1700億円で、英紙フィナンシャル・タイムズには「最も賢い億万長者」と評された。

## 来歴
ユダヤ系。マサチューセッツ工科大学で数学の学士を取得後、カリフォルニア大学バークレイ校でPhDを取得。わずか23歳であった。ハーバード大学、マサチューセッツ工科大学の両校で数学教授を歴任。「チャーン・サイモンズ理論」として知られる理論を構築し、幾何学で最高の栄誉とされるアメリカ数学界のオズワルド・ヴェブレン賞も受賞、数学の世界で多くの実績を残した。1988年、メダリオン・ファンドを創業し、ヘッジファンドであるルネサンス・テクノロジーズを率いた。2008年には年率80％のリターンを出した。2016年前半のリターンは13.8％だった。アメリカの数学の発展や自閉症研究などに10億ドルを寄付した。
2024年5月10日にニューヨークで死去。86歳没。